# Talal Shakerchi
Talal Dan Shakerchi (* 21. Februar 1964 in den Midlands) ist ein britischer Investmentmanager und Pokerspieler aus England.
Shakerchi hat sich mit Poker bei Live-Turnieren knapp 18,5 Millionen US-Dollar erspielt. Er gewann 2013 das High Roller der European Poker Tour, 2016 das Main Event der Spring Championship of Online Poker sowie 2023 das Main Event der Triton Poker Series.

## Persönliches
Shakerchi gründete 1998 das Unternehmen Meditor Capital Management Limited, dessen Chief Executive Officer er ist. Nebenbei war er zwischenzeitlich Vorsitzender von Streamvale Management Company Limited (1999–2004) und der Intelligent Energy Holdings Public Limited Company (2005–2008). Das Vermögen des Briten wird auf rund 150 Millionen US-Dollar geschätzt. Er lebt in London.

## Pokerkarriere

### Werdegang
Shakerchi spielt auf der Onlinepoker-Plattform PokerStars unter dem Nickname raidalot. Im Mai 2016 gewann er dort das Main Event der Spring Championship of Online Poker mit einer Siegprämie von knapp 1,5 Millionen US-Dollar. Insgesamt hat er sich mit Online-Turnierpoker auf PokerStars knapp 5 Millionen US-Dollar erspielt. Live spielt der Brite fast ausschließlich High-Roller-Events, also Turniere mit Buy-ins von umgerechnet mindestens 10.000 US-Dollar.
Seine erste Geldplatzierung bei einem Live-Turnier erzielte Shakerchi Anfang Juli 2007 im Venetian Resort Hotel am Las Vegas Strip. Mitte Mai 2008 erreichte er beim Rendez Vous A Paris den Finaltisch und beendete das Turnier auf dem dritten Platz für knapp 160.000 Euro Preisgeld. Ende Juni 2008 war Shakerchi erstmals bei der World Series of Poker (WSOP) im Rio All-Suite Hotel and Casino am Las Vegas Strip erfolgreich und kam bei einem Turnier in der Variante No Limit Hold’em in die Geldränge. Im September 2008 belegte er bei der in London ausgetragenen World Series of Poker Europe im Main Event den 13. Platz für umgerechnet rund 80.000 US-Dollar Preisgeld. Anfang Mai 2012 gewann der Brite das Turbo High Roller der European Poker Tour (EPT) in Monte-Carlo mit einer Siegprämie von 223.000 Euro. Im März 2013 siegte er auch beim EPT High Roller in seiner Heimatstadt London. Dafür setzte er sich gegen 111 andere Spieler durch und erhielt ein Preisgeld von umgerechnet über 650.000 US-Dollar. Im Oktober 2014 belegte er an gleicher Stelle den dritten Platz beim Alpha8-Event der World Poker Tour für rund 350.000 US-Dollar. Bei der WSOP 2015 cashte Shakerchi beim High Roller for One Drop (13. Platz für 289.273 US-Dollar), dem Pot-Limit Omaha High Roller (10. Platz für  89.234 US-Dollar) und im Main Event (830. Platz für 15.000 US-Dollar). Mitte Dezember 2016 erreichte er beim High-Roller-Event des Five Diamond World Poker Classic im Hotel Bellagio am Las Vegas Strip den Finaltisch und landete auf dem dritten Platz für mehr als 500.000 US-Dollar. Im Juli 2017 gewann der Brite zweimal das Aria High Roller im Aria Resort & Casino am Las Vegas Strip und sicherte sich Preisgelder von knapp 800.000 US-Dollar. An gleicher Stelle belegte er Mitte Dezember 2018 beim Super High Roller Bowl den vierten Platz und erhielt mehr als 1,1 Millionen US-Dollar. Im Januar 2019 erreichte Shakerchi den Finaltisch der PokerStars Players Championship beim PokerStars Caribbean Adventure auf den Bahamas und belegte den mit 509.000 US-Dollar dotierten achten Platz. Nach seinem Ausscheiden spielte er das Super High Roller der Serie, erreichte dort ebenfalls den Finaltisch und wurde Fünfter für rund 485.000 US-Dollar. Im September 2022 kam der Brite bei zwei Turnieren der Triton Poker Series im nordzyprischen Kyrenia in die Geldränge und erhielt Preisgelder von 700.000 US-Dollar. In Hội An gewann er im März 2023 das Main Event der Triton Series und sicherte sich eine Auszahlung von 3,25 Millionen US-Dollar. Bei der mittlerweile im Horseshoe Las Vegas und Paris Las Vegas ausgespielten WSOP 2023 beendete Shakerchi die Poker Player’s Championship als Zweiter und erhielt knapp 820.000 US-Dollar. Anfang August 2023 beendete er das Luxon Invitational, ein 250.000 US-Dollar teures Einladungsturnier der Triton Series in London, auf dem zweiten Rang und wurde mit seinem bislang höchsten Preisgeld von 4,65 Millionen US-Dollar prämiert.

### Preisgeldübersicht
| Jahr      | Preisgeld (in $) | Turniersiege |
| --------- | ---------------- | ------------ |
| 2007      | 6.321            | 0            |
| 2008      | 337.630          | 0            |
| 2009      | 31.963           | 1            |
| 2010      | 18.361           | 0            |
| 2011      | 19.464           | 0            |
| 2012      | 468.566          | 1            |
| 2013      | 819.655          | 1            |
| 2014      | 387.588          | 0            |
| 2015      | 409.089          | 0            |
| 2016      | 775.170          | 2            |
| 2017      | 1.075.240        | 3            |
| 2018      | 1.843.300        | 0            |
| 2019      | 1.434.620        | 0            |
| 2020–2021 | 0                | 0            |
| 2022      | 1.389.337        | 1            |
| 2023      | 9.398.266        | 1            |
| gesamt    | 18.414.570       | 10           |